# 雷菲克·赛达姆
雷菲克·易卜拉欣·赛达姆(Dr. Refik Ibrahim Saydam) (1881年9月8日—1942年7月8日) 第四任土耳其共和国总理(1939年1月25日到1942年7月8日)。

## 生平
赛达姆于1881年出生在伊斯坦布尔，在法提赫军事初中完成小学和中学教育，1899年进入居尔哈内军事医学院(GATA)，1905年11月4日毕业获上尉军医军衔。1907年-1910年在马尔代佩军事医院(Maltepe Military Hospital)和费山工厂(Feshane Factory)工作。1910年被送往德国进修，后在奥斯曼帝国军队担任军医。
1913年12月1日战争期间担任卫生部副部长，1915年6月1日晋升为少校。与此同时，他建立了细菌学研究所的，并培养疫苗，尤其是在医治伤寒方面。停战后他分配到第9军和凯末尔军中担任军医。1919年5月15日，他参加了首届土耳其大国民议会选举，1920年4月23日当选为巴亚泽特(Bayazıt)选区议员。随后在临时政府和伊斯梅特·伊纳尼政府中担任卫生部长，凯末尔去世后，1938年11月11日在第二届杰拉勒·拜亚尔政府中担任内政部长，并被指定为共和人民党总书记。
1939年1月25日，伊斯梅特·伊纳尼总统在第六届议会选举后任命他为总理，1942年7月8日在伊斯坦布尔死于任上，葬在安卡拉。
他在建立土耳其健康的卫生服务设施方面有卓越贡献，Hıfzıssıha基金会以他的名字命名，他从未结婚。